# Eugen Corrodi
Eugen Corrodi (2. juli 1922 - 7. september 1975) var en schweizisk fodboldspiller (målmand). Han spillede for FC Lugano og for Schweiz' landshold. Han var med i den schweiziske trup til VM 1950 i Brasilien, men kom dog ikke på banen i turneringen, hvor schweizerne blev slået ud efter det indledende gruppespil. Han nåede i alt at spille tre landskampe.